# Léonce de Moscou
Métropolite Léonce (né Ivan Alekseïevitch Lebedevski, Иван Алексеевич Лебединский), né le 22 janvier 1822 (calendrier julien) (3 février, calendrier grégorien) et mort le 1er août 1893 (13 août), fut métropolite de Moscou de 1891 à 1893.